# Province de Saxe
1816–1944
Entités précédentes :
- Royaume de Saxe
- Royaume de Westphalie
- Principauté d'Erfurt

Entités suivantes :
- Province de Halle-Mersebourg
- Province de Magdebourg
- Thuringe
- Saxe-Anhalt

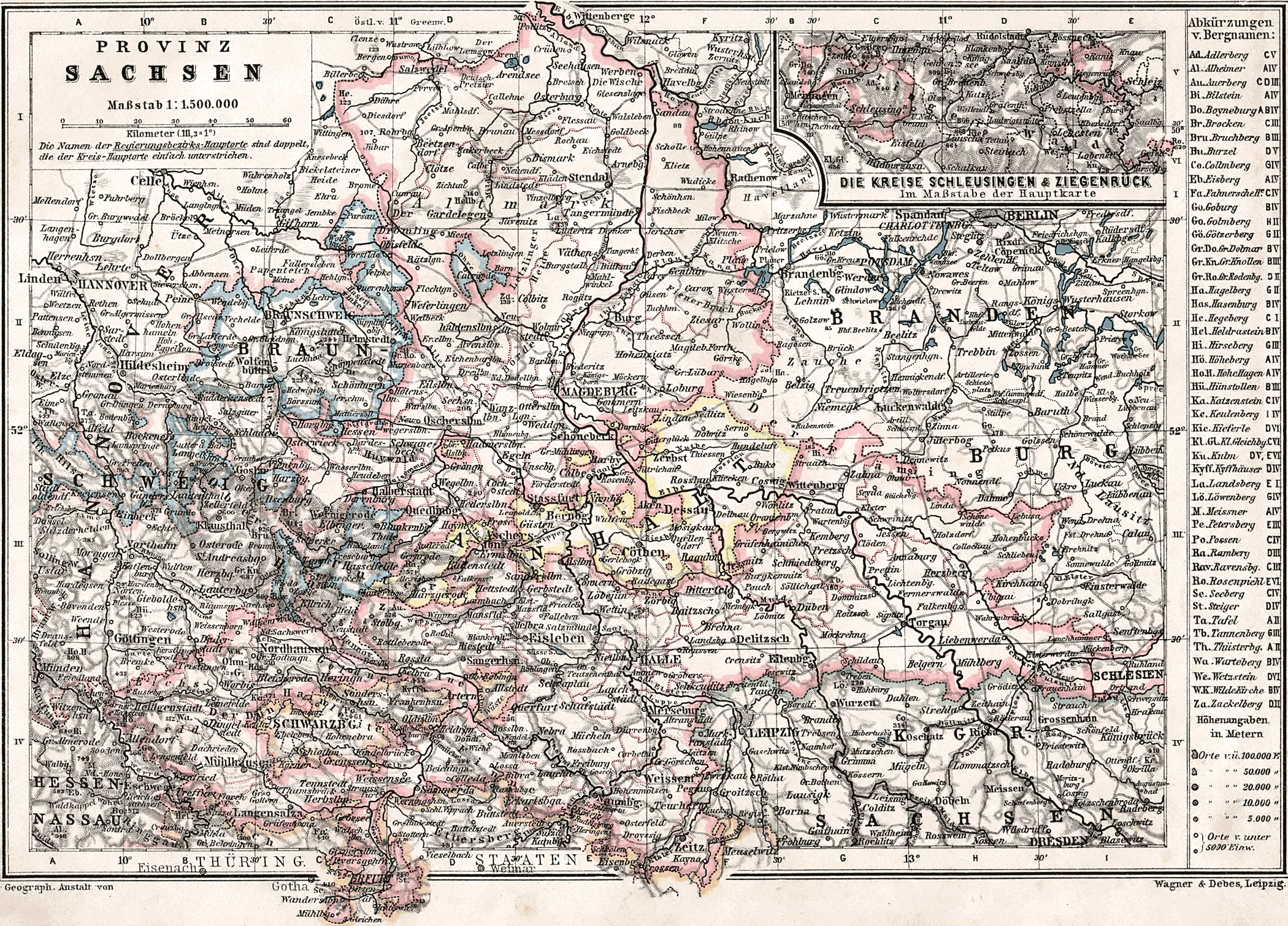
La province de Saxe en 1905.

La province de Saxe (en allemand : Provinz Sachsen) ou Saxe prussienne est une province du royaume de Prusse, puis de l'État libre de Prusse jusqu'en 1945. Établie en 1815, cette région centrale relie la province de Brandebourg à l'Est au royaume de Hanovre (province de Hanovre à partir de 1866), au duché de Brunswick et à l'électorat de Hesse (province de Hesse-Nassau à partir de 1866) à l'Ouest. Au sud, le territoire confine aux États thuringiens et au royaume de Saxe.
Cette province qui couvre une surface de 25 255 km² a été scindée en deux par le territoire du duché d'Anhalt. Sa capitale (le siège du haut président) était à Magdebourg ; le parlement provincial siégeait à Mersebourg. Elle était divisée en trois districts : Magdebourg, Mersebourg et Erfurt.

## Histoire
La province de Saxe fut constituée à la suite du congrès de Vienne en 1815 par, entre autres, les territoires enlevés par la Prusse au royaume de Saxe. Ces territoires furent :
- Les territoires suivants, nouvellement acquis du royaume de Saxe :
  - L'arrondissement électoral (de) (Kurkreis), ancien duché de Saxe-Wittemberg) ;
  - L'arrondissement de Thuringe (Thüringer Kreis) autour de Weißenfels ;
  - Le Nord de l'arrondissement de Leipzig (Leipziger Kreis) autour de Delitzsch et Eilenbourg ;
  - Une partie de l'arrondissement de Neustadt (de) (Neustädtischer Kreis) ;
  - Une partie de l'arrondissement du Vogtland (Vogtländischer Kreis)
  - Le Nord de l'arrondissement de Misnie (Meißnischer Kreis) autour de Torgau et Elsterwerda ;
- La partie prussienne des principautés de Mersebourg, Naumbourg et Zeitz ;
- La plus grande partie de la principauté d'Erfurt ;
- Le Sud de la principauté d'Eichsfeld ;
- Une portion du pays de Henneberg (de) (ancien comté de Henneberg) et de la principauté de Querfurt ;
- Les pays récupérés sur le cours moyen de l'Elbe (fleuve), presque tous enlevés au royaume de Westphalie :
  - Le comté de Mansfeld (Grafschaft Mansfeld) ;
  - La principauté d'Halberstadt (Fürstentum Halberstadt) ;
  - Le duché de Magdebourg (Herzogtum Magdeburg) ;
  - La Vieille-Marche (Altmark) de l'ancien margraviat de Brandebourg.

Le décret du 1er avril 1944, sur la partition de la province de Saxe (en allemand : Erlaß über die Aufgliederung der Provinz Sachsen, vom 1. April 1944) supprima la province de Saxe : le district de Magdebourg (en allemand : Regierungsbezirk Magdeburg) devint la province de Magdebourg (en allemand : Provinz Magdeburg) ; celui de Merseburg (en allemand : Regierungsbezirk Merseburg), la province de Halle-Mersebourg (en allemand : Provinz Halle-Merseburg) ; celui d'Erfurt (en allemand : Regierungsbezirk Erfurt) fut incorporé à la Thuringe (en allemand : Land Thüringen).
Cette province, agrandie de l'Anhalt, a constitué en 1947 le land de Saxe-Anhalt de la zone d'occupation soviétique. Cette division administrative fut supprimée en 1952, et rétablie après la réunification de l'Allemagne.
Sa capitale était Magdebourg, puis, en 1946, Halle.

## Drapeau ethéraldique

### Drapeau
| Le drapeau de la province de Saxe | Le drapeau de la province de Saxe était bicolore, à deux bandes horizontales d'égale dimension : noir, en haut, et or (jaune), en bas. Il utilisait les couleurs de l'écu de Saxe, savoir : le sable (noir) et l'or (jaune). Il avait été adopté par la diète le 5 mars 1884 et confirmé par le roi de Prusse, Guillaume Ier, le 28 avril suivant. |

### Héraldique
| Le premier blason de la province de Saxe | Les premières armes de la province de Saxe était fascé de neuf pièces d'or et de sable, à un crancelin de sinople brochant en bande sur le tout. |

| Le second blason de la province de Saxe | Les secondes armes de la province de Saxe était bicolore, à deux bandes horizontales d'égale dimension : or (jaune), en haut, et noir, en bas. |

## Administration
La province de Saxe était divisée en trois districts (en allemand : Regierungsbezirke), subdivisés en arrondissements (en allemand : Kreise), savoir :

### District de Magdebourg
Le district de Magdebourg (en allemand : Regierungsbezirk Magdeburg) recouvrait notamment les territoires suivants :
- La Vieille-Marche (en allemand : Altmark) du margraviat de Brandebourg (en allemand : Brandenburg), avec l'ancien bailliage hanovrien de Klötze (en allemand : Amt Klötze)
- La principauté de Halberstadt (en allemand : Fürstentum Halberstadt), avec la seigneurie de Derenburg (en allemand : Herrschaft Derenburg), sans le cercle d'Ermsleben (en allemand : Kreis Ermsleben)
- La principauté de Quedlinburg (en allemand : Fürstentum Quedlinburg)
- Le comté de Wernigorode (en allemand : Grafschaft Wernigerode)
- Le comté de Hasserode (en allemand : Grafschaft Hasserode)
- Le comté de Barby (en allemand : Grafschaft Barby)
- Le comté de Schauen (en allemand : Grafschaft Schauen)
- Le bailliage de Gommern (en allemand : Amt Gommern), avec Elbenau et Walternienburg

En 1944, le district de Magdebourg (en allemand : Regierungsbezirk Magdeburg), comprenait six arrondissements urbains (en allemand : Stadtkreise) et quatorze arrondissements ruraux (en allemand : Landkreise) :

#### Arrondissements urbains
1. Arrondissement d'Aschersleben (en allemand : Stadtkreis Aschersleben) [1901–1950]
2. Arrondissement de Burg (en allemand : Stadtkreis Burg) [1924–1950]
3. Arrondissement de Halberstadt (en allemand : Stadtkreis Halberstadt) [1817–1825 puis 1891–1950]
4. Arrondissement de Magdebourg (en allemand : Stadtkreis Magdeburg)
5. Arrondissement de Quedlinbourg (en allemand : Stadtkreis Quedlinburg) [1911–1950]
6. Arrondissement de Stendal (en allemand : Stadtkreis Stendal) [1909–1950]

#### Arrondissements ruraux
1. Arrondissement d'Aschersleben (jusqu'en 1901)
2. Arrondissement de Calbe-sur-la-Saale (en allemand : Landkreis Calbe a./S.)
3. Arrondissement de Gardelegen (de) (en allemand : Landkreis Gardelegen)
4. Arrondissement d'Halberstadt (de) (en allemand : Landkreis Halberstadt)
5. Arrondissement d'Haldensleben (en allemand : Landkreis Haldensleben)
6. Arrondissement de Jerichow I (de) (en allemand : Landkreis Jerichow I)
7. Arrondissement de Jerichow II (de) (en allemand : Landkreis Jerichow II)
8. Arrondissement d'Oschersleben-sur-la-Bode (de) (en allemand : Landkreis Oschersleben (Bode))
9. Arrondissement d'Osterburg (de) (en allemand : Landkreis Osterburg)
10. Arrondissement de Quedlinbourg (en allemand : Landkreis Quedlinburg)
11. Arrondissement de Salzwedel (en allemand : Landkreis Salzwedel)
12. Arrondissement de Stendal (en allemand : Landkreis Stendal)
13. Arrondissement de Wanzleben (en allemand : Landkreis Wanzleben)
14. Arrondissement de Wernigerode (de) (en allemand : Landkreis Wernigerode)
15. Arrondissement de Wolmirstedt (en allemand : Landkreis Wolmirstedt)

### District de Mersebourg
En 1944, le district de Mersebourg (en allemand : Regierungsbezirk Merseburg) comprenait sept arrondissements urbains (en allemand : Stadtkreise) et quinze arrondissements ruraux (en allemand : Landkreise) :

#### Arrondissements urbains
1. Arrondissement de Eisleben (en allemand : Stadtkreis Eisleben) [1908–1950]
2. Arrondissement de Halle (en allemand : Stadtkreis Halle a. d. Saale)
3. Arrondissement de Mersebourg (en allemand : Stadtkreis Merseburg) [1921–1950]
4. Arrondissement de Naumbourg (en allemand : Stadtkreis Naumburg a. d. Saale) [1914–1950]
5. Arrondissement de Weißenfels (en allemand : Stadtkreis Weißenfels) [1899–1950]
6. Arrondissement de Wittemberg (en allemand : Stadtkreis Wittenberg) [1922–1950]
7. Arrondissement de Zeitz (en allemand : Stadtkreis Zeitz) [1901–1950]

#### Arrondissements ruraux
1. Arrondissement de Bitterfeld (de) (en allemand : Landkreis Bitterfeld)
2. Arrondissement de Delitzsch (de) (en allemand : Landkreis Delitzsch)
3. Arrondissement d'Eckartsberga (en allemand : Landkreis Eckartsberga) [siège à Kölleda]
4. Arrondissement de Liebenwerda (de) (en allemand : Landkreis Liebenwerda)
5. Arrondissement de Mansfeld-Montagne (en allemand : Mansfelder Gebirgskreis)
6. Arrondissement de Mansfeld-Lac (de) (en allemand : Mansfelder Seekreis)
7. Arrondissement de Mersebourg (de) (en allemand : Landkreis Merseburg)
8. Arrondissement de Querfurt (de) (en allemand : Landkreis Querfurt)
9. Arrondissement de la Saale (de) (en allemand : Saalkreis)
10. Arrondissement de Sangerhausen (de) (en allemand : Landkreis Sangerhausen)
11. Arrondissement de Schweinitz (en allemand : Landkreis Schweinitz)
12. Arrondissement de Torgau (en allemand : Landkreis Torgau)
13. Arrondissement de Weißenfels (en allemand : Landkreis Weißenfels)
14. Arrondissement de Wittemberg (de) (en allemand : Landkreis Wittenberg)
15. Arrondissement de Zeitz (en allemand : Landkreis Zeitz)

### District d'Erfurt
Le district d'Erfurt recouvrait notamment les territoires suivants :
- Le comté de Hohenstein (en allemand : Grafschaft Hohenstein)
- L'ancienne ville impériale libre de Mühlhausen (en allemand : Freie Reichsstadt Mühlhausen)
- L'ancienne ville impériale libre de Nordhausen (en allemand : Freie Reichsstadt Nordhausen)

En 1944, le district d'Erfurt (en allemand : Regierungsbezirk Erfurt) comprenait trois arrondissements urbains (en allemand : Stadtkreise) et huit arrondissements ruraux (en allemand : Landkreise) :

#### Arrondissements urbains
1. Arrondissement d'Erfurt (en allemand : Stadtkreis Erfurt) [1816–1818, seit 1872]
2. Arrondissement de Mühlhausen (en allemand : Stadtkreis Mühlhausen) [1892–1950]
3. Arrondissement de Nordhausen (en allemand : Stadtkreis Nordhausen) [1882–1950]

#### Arrondissements ruraux
1. Arrondissement du comté d'Hohenstein (de) (en allemand : Landkreis Grafschaft Hohenstein) [siège à Nordhausen]
2. Arrondissement d'Heiligenstadt (de) (en allemand : Landkreis Heiligenstadt)
3. Arrondissement de Langensalza (de) (en allemand : Landkreis Langensalza)
4. Arrondissement de Muhlouse-en-Thuringe (de) (en allemand : Landkreis Mühlhausen)
5. Arrondissement de Schleusingen (en allemand : Landkreis Schleusingen)
6. Arrondissement de Weißensee (de) (en allemand : Landkreis Weißensee)
7. Arrondissement de Worbis (de) (en allemand : Landkreis Worbis)
8. Arrondissement de Ziegenrück (en allemand : Landkreis Ziegenrück)

## Politique

### Hauts présidents
Liste des hauts présidents (en allemand : Oberpräsidenten) de la province prussienne de Saxe :
- Sous le royaume de Prusse :
  - 1816–1821 : Friedrich von Bülow
  - 1821–1825 : Friedrich von Motz
  - 1825–1837 : Wilhelm Anton von Klewitz
  - 1837–1840 : Anton zu Stolberg-Wernigerode
  - 1841–1844 : Eduard von Flottwell
  - 1844–1845 : Wilhelm von Wedell
  - 1845–1850 : Gustav von Bonin
  - 1850–1872 : Hartmann von Witzleben
  - 1873–1881 : Robert von Patow
  - 1881–1890 : Arthur von Wolff (de)
  - 1890–1897 : Albert von Pommer Esche (de)
  - 1898–1906 : Karl Heinrich von Boetticher
  - 1906–1908 : Kurt von Wilmowsky (de)
  - 1908–1917 : Wilhelm von Hegel (de)
  - 1917–1919 : Rudolf von der Schulenburg
- Sous l'État libre de Prusse :
  - 1920–1927 : Otto Hörsing (de) (SPD)
  - 1927–1930 : Heinrich Waentig (SPD)
  - 1930–1932 : Carl Falck (de) (DDP)
  - 1933–1933 : Friedrich von Velsen (de) (DNVP)
  - 1933–1933 : Kurt Melcher (de) (DVP)
  - 1933–1944 : Curt von Ulrich (de) (NSDAP)

### Présidents du parlement provincial
Liste des présidents (en allemand : Landeshauptmänner) du parlement provincial de Saxe (de) :
- Sous le royaume de Prusse :
  - 1876–1900 : Wilko Levin von Wintzingerode (de)
  - 1908–1919 : Kurt von Wilmowsky (de)
- Sous l'État libre de Prusse :
  - 1919–1921 : Kurt von Wilmowsky
  - 1921–? : Rudolf Oeser (DDP)
  - 1924–1933 : Erhard Hübener (de) (DDP)
  - 1933–1945 : Kurt Otto (de) (NSDAP)

### Parlement provincial

#### Résultats des élections au parlement provincial
- En pourcentage des suffrages exprimés

| Date       | KPD  | USPD | DL  | SPD  | DDP | Z   | DVP | DNVP | Bauern | Bürger | DR   | NSDAP | Divers |
| ---------- | ---- | ---- | --- | ---- | --- | --- | --- | ---- | ------ | ------ | ---- | ----- | ------ |
| 22.11.1919 | -    | -    | -   | -    | -   | -   | -   | -    | -      | -      | -    | -     | -      |
| 21.02.1921 | 15,4 | 10,9 | -   | 23,5 | 9,9 | 3,8 | 8,7 | 9,9  | 1,9    | 0,1    | 16,0 | -     | -      |
| 29.11.1925 | 15,4 | -    | -   | 29,7 | 4,7 | 3,9 | 1,6 | 10,7 | 3,4    | 4,3    | 25,2 | 1,1   | 0,1    |
| 17.11.1929 | 13,7 | -    | 0,5 | 32,1 | 4,1 | 3,8 | 8,6 | 14,9 | 5,4    | 8,5    | 2,4  | 5,8   | 0,2    |
| 12.03.1933 | 12,8 | -    | -   | 21,4 | 0,5 | 3,7 | 0,8 | 12,5 | -      | -      | 0,3  | 48,1  | -      |

- En nombre de sièges

| Date       | KPD | USPD | DL | SPD | DDP | Z | DVP | DNVP | Bauern | Bürger | DR | NSDAP | Total |
| ---------- | --- | ---- | -- | --- | --- | - | --- | ---- | ------ | ------ | -- | ----- | ----- |
| 22.11.1919 | -   | 29   | -  | 35  | 19  | 3 | 3   | 34   | -      | 16     | -  | -     | 139   |
| 21.02.1921 | 17  | 12   | -  | 25  | 11  | 5 | 10  | 11   | 2      | 0      | 7  | -     | 110   |
| 29.11.1925 | 18  | -    | -  | 34  | 5   | 4 | 2   | 12   | 4      | 4      | 29 | 1     | 113   |
| 17.11.1929 | 16  | -    | -  | 37  | 5   | 5 | 10  | 17   | 8      | 8      | 0  | 7     | 113   |
| 12.03.1933 | 15  | -    | -  | 25  | 0   | 5 | 0   | 14   | -      | -      | 0  | 54    | 113   |